# Giuseppe Petroni
Pour les articles homonymes, voir Petroni.
Giuseppe Petroni (né le 25 février 1812 à Bologne, mort le 8 juin 1888 à Terni) était un homme politique et un patriote italien du Risorgimento. Franc-maçon et socialiste, il a eu des relations étroites avec Giuseppe Garibaldi et Giuseppe Mazzini.

## Biographie
L'avocat Giuseppe Petroni, surnommé le « petit Proudhon» par un journal britannique, a très tôt rejoint le mouvement mazzinien. Il a participé aux émeutes de Bologne de 1831 et de 1848. Il a combattu pendant la première guerre d'indépendance en Lombardie avec les volontaires des États pontificaux.
En 1849 il a pris une part active dans la défense de la République romaine, où il a été élu substitut de la Direction de la Statistique. Avec la restauration de l'autorité pontificale, en août 1853 il a été emprisonné et condamné à la peine de mort, commuée plus tard en prison à vie, peine qu'il a purgée jusqu'en 1870, année de la prise de Rome.
En 1871, il a fondé avec Giuseppe Mazzini et dirigé la revue La Roma del Popolo dans laquelle il exprimait ses idées anti-cléricales https://www.storiaememoriadibologna.it/petroni-giuseppe-1237-opera
Il a participé aux soulèvements du Risorgimento et passé de nombreuses années à Terni, la ville où vivait sa fille Erminia, mariée avec le patriote Augusto Fratini.
Il a milité dans le Parti républicain, mais a refusé toute charge parlementaire. De 1882 en 1885 il a été Grand Maître du Grand Orient d'Italie

## Source
- (it) Cet article est partiellement ou en totalité issu de l’article de Wikipédia en italien intitulé « Giuseppe Petroni » (voir la liste des auteurs).